# Friedrich Bährens
Pour les articles homonymes, voir Bährens.
Johann Christoph Friedrich Bährens (né le 1er mars 1765 à Meinerzhagen, mort le 18 octobre 1833 à Schwerte) est un homme politique, médecin, pédagogue et spiritualiste allemand.

## Biographie
Il est le fils de Conrad Heinrich Bährens, professeur. Sa mère meurt en 1772. À l'initiative de sa marraine, il va à l'école à Hagen, Gummersbach puis à Remscheid dans l'établissement qu'a fondé Gottlieb Erdmann Gierig. Entre 1784 et 1786, il étudie la théologie et la philosophie à Halle et devient docteur.
Bährens revient à Meinerzhagen. Il épouse, contre la décision de son père, Christina Elisabeth Charlotte Weylandt. Ils auront huit enfants. Elle l'aidera dans ses recherches jusqu'à sa mort en 1810. 
Il souhaite une éducation collégiale pour les garçons et les filles. Il s'oppose ainsi à son père qui le menace de lui couper les vivres. Cela se finit au tribunal. Le fils voudrait quitter la ville mais doit rester. En 1786, il ouvre son établissement expérimental qu'il veut humaniste avec des cours de nombreuses langues, de religion, de sciences naturelles, de mathématiques, de philosophie. Mais les difficultés financières et l'état de santé de Bährens le plongent dans une crise dont il ne se remettra pas. Le ministre von Woellner le contraint à aller à Schwerte.
En 1796, il devient prédicateur et recteur d'une école. Sa réussite suscite la jalousie des autres chefs d'établissement comme Wulfert, son prédécesseur, qui réussissent à ruiner son école.
En plus de ses activités d'enseignement, Bährens ouvre un cabinet médical, il élargit cette activité toujours plus et obtient son diplôme de docteur en médecine en 1798. En 1802, il vaccine la population de Schwerte contre la variole. De même, il ouvre un dispensaire pour les plus pauvres.
Pendant de nombreuses années, il dirige une société littéraire qui accueille de nombreux notables d'Iserlohn comme Peter Eberhard Müllensiefen, Ludwig von Vincke ou Friedrich von Scheibler. Bährens publie un grand nombre de livres et de revues médicales, théologiques, philosophiques, pédagogiques, historiques et économiques.
De même, il s'intéresse à l'alchimie. Avec Carl Arnold Kortum, il fonde une société "hermétiste" dont ils ne sont que les seuls membres. Il invente un genre de boussole, un instrument pour une utilisation en astronomie. Il s'intéresse au magnétisme et met au point un générateur électrostatique. Il fréquente les francs-maçons et les rosicruciens, se déclare ésotérique. Ces activités suscitent beaucoup de rumeurs parmi les gens de Schwerte qui le croient capable de bilocation ; après sa mort, certains affirment avoir vu son fantôme.
En 1821, il devient le premier prédicateur de son église. Dans le cadre de cette fonction, il s'occupe de plusieurs écoles. Avec le prédicateur Haver, il fonde une école de chant qui se produit pour les cérémonies de l'église. Il tente de rapprocher les églises luthérienne et réformée mais échoue.
En tant que conseiller municipal de Schwerte, il s'occupe de la voirie, du pavement des rues.